# 북아일랜드의 선거구별 의원 목록 (2015년 ~ 2017년)
다음은 영국 하원에 당선된 제 56대 영국 의회 (2015년 ~ 2017년)의 북아일랜드 선거구 내 국회의원 (MP) 목록이다. 현재 북아일랜드에는 18곳의 선거구가 있는데, 11곳은 연합주의 성향의 의원이, 7곳은 민족주의 성향의 의원이 대표한다. 2015년 5월 7일 치러진 2015년 총선에서 당선된 의원과 재보궐선거를 통해 이어서 당선된 의원을 포함한다.
이 목록은 의원명에 따라 정리했으며, 제 56대 의회 전 회기에 걸쳐 직무를 맡지 못하고 도중에 사임하거나 유예된 의원들은 이탤릭체로 표시했다. 총선 이후에 새롭게 당선된 의원들은 아래쪽에 추가해 놓았다.
참고로, 신 페인 의원들은 하원 내 의석을 갖지 않는 기권 방침을 따르고 있다.

## 의원 구성 현황
| 소속정당 | 소속정당       | 의원 |
|          | 민주연합당     | 8    |
|          | 신 페인        | 4    |
|          | 사회민주노동당 | 3    |
|          | 얼스터 연합당  | 2    |
|          | 무소속         | 1    |
| 총합     | 총합           | 18   |

## 의원 목록
| 의원 | 의원                  | 선거구            | 정당           | 초선연도      |
| ---- | --------------------- | ----------------- | -------------- | ------------- |
|      | 그레고리 캠벨 MLA     | 이스트런던데리    | 민주연합당     | 2001년        |
|      | 나이절 도즈           | 벨파스트노스      | 민주연합당     | 2001년        |
|      | 팻 도허티             | 웨스트티론        | 신 페인        | 2001년        |
|      | 제프리 도날드슨       | 라간밸리          | 민주연합당     | 1997년        |
|      | 마크 두르칸           | 포일              | 사회민주노동당 | 2005년        |
|      | 톰 엘리엇             | 퍼매너 사우스티론 | 얼스터 연합당  | 2015년        |
|      | 실비아 허몬           | 노스다운          | 무소속         | 2001년        |
|      | 게빈 로빈슨           | 벨파스트이스트    | 민주연합당     | 2015년        |
|      | 대니 키너헌           | 사우스앤트림      | 얼스터 연합당  | 2015년        |
|      | 앨러스데어 맥도넬 MLA | 벨파스트사우스    | 사회민주노동당 | 2005년        |
|      | 프랜시 몰로이         | 미드얼스터        | 신 페인        | 2013년 재보궐 |
|      | 폴 매스키             | 벨파스트웨스트    | 신 페인        | 2011년 재보궐 |
|      | 미키 브래디 MLA       | 뉴리 아마         | 신 페인        | 2015년        |
|      | 이안 페이슬리 주니어  | 노스앤트림        | 민주연합당     | 2010년        |
|      | 마거렛 리치           | 사우스다운        | 사회민주노동당 | 2010년        |
|      | 짐 섀넌               | 스트랭포드        | 민주연합당     | 2010년        |
|      | 데이비드 심슨         | 어퍼반            | 민주연합당     | 2005년        |
|      | 새미 윌슨 MLA         | 이스트앤트림      | 민주연합당     | 2005년        |

## 재보궐선거
2015년 총선 이후 현재까지 치러진 재보궐선거는 없다.

## 같이 보기
- 2015년 영국 총선
- 2015년 영국 총선 당선자 목록
- 잉글랜드의 선거구별 의원 목록 (2015년 ~ 2017년)
- 스코틀랜드의 선거구별 의원 목록 (2015년 ~ 2017년)
- 웨일스의 선거구별 의원 목록 (2015년 ~ 2017년)